# Клерикальна література
Клерикальна література розвивалась протягом багатьох століть латинською мовою та народними мовами. Своєю тематикою вона тісно пов’язана з християнською вірою та церквою, однак у ній відбились не тільки офіційні церковні погляди, а й ідеї «єресі» з їхнім протестом проти феодально-церковного утиску, які проникали до неї через низове духовенство.

## Історична довідка
Як окремий вид клерикальна література виникла ще в надрах Римської імперії.

### Раннє середньовіччя
Тут знайшла глибоке відображення боротьба між язичницьким і християнським світосприйняттям. Перші християнські автори, з одного боку, спирались на досвід античності, залежали від її досягнень і вже вироблених форм, а з другого - намагались позбутися цього впливу, виробити свою систему поетичних образів і манеру викладу. Перед ними стояло складне завдання: викорінити зі свідомості новонавернених християн язичницькі уявлення й утвердити християнське вчення про створення світу, про безсмертя душі та неминучість розплати за земні гріхи в потойбічному світі. На зміну античним епічним поемам з їхньою міфологією та героїчною тематикою прийшли поеми, які розробляли біблійські сюжети. Одночасно з ними складалися житія святих - короткі сказання про мучеників за віру, про монахів-пустельників, які покидали світське життя і піддавали себе різноманітним катуванням. Цей жанр виробив свою поетику і точну сюжетну схему: народження святого від багатих і знатних батьків, раннє чернецтво, мученицькі подвиги, «чудеса» біля гробу святого і, врешті, похвальне слово йому.

### Зріле середньовіччя
Найпопулярнішим на Заході було «Житіє святого Олексія», в якому найвиразніше проявилася аскетична доктрина. Поступово жанр житій урізноманітнювався, збагачувався новими деталями (включаючи патріотичний і політичний аспекти), захоплював описами далеких подорожей, подвигів, чудес і навіть гумором. Пізніше виникли легенди. Спочатку легендами називали релігійно-фантастичні біографії святих; з часом - пов'язані з релігійним культом притчі про тварин, рослини тощо. Наприклад, притчі про лева, який безжалісно мордував язичників, але віддано служив християнам-пустельникам. З середини XII ст. з'являється велика кількість народних легенд про Богоматір, в яких розповідається про любов і співчуття Мадонни до простих людей. Популярною була французька віршована легенда «Жонглер Богоматері» (XIII ст.). Відома в Європі збірка «Золота легенда» Іакова де Ворагіне (XIII ст.) стала джерелом сюжетів для епосу, лірики, драми.
Поширеним жанром були видіння, в яких, звичайно, змальовувався потойбічний світ: блаженне життя благочестивих людей, пекельні муки грішників, чистилище за легші провини. Видіння відзначалися повчальністю та злободенністю. «Ясновидець», якому уві сні з'являлись картини загробного життя, зустрічав у раю чи в пеклі своїх сучасників і чув «голос з неба», який провіщав, що чекає кожного за його вчинки. Це вселяло в принижених і знедолених надію, що їхні утискувачі будуть покарані. Видіння дозволяли також пропагувати різні погляди і думки, виступати проти політичних і особистих ворогів. Ця особливість виявилась дуже живучою, вона була засвоєна і вагантами, і представниками куртуазної та міської літератур (наприклад, «Роман про Троянду», «Видіння про Петра-Орача»), знайшовши довершений вираз у «Божественній комедії» Данте.
Поширеними були також різні твори морально-дидактичного характеру з релігійною і світською тематикою: проповіді, повчання, молитви, притчі, байки та ін. Одночасно із епічними жанрами розвивалась і клерикальна лірика (гімни, пісні, віршовані молитви тощо), а також церковна драма. Вони увібрали в себе ряд фольклорних прийомів, виробили свої сюжетні схеми, поетичні образи, стиль.
У клерикальній літературі, крім релігійної тематики, відбилися народні звичаї, побут, сподівання, а також властиве людині одвічне прагнення до зображення оточуючого світу.

### Особливості клерикальної літератури
1) дидактичність (повчальний моралізований настановний характер);

2) проблематика – пропаганда аскетизму (відмова від земних чуттєвих задоволень), пропаганда опису загробного життя, ствердження верховної влади церкви;

3) звеличення церкви над мирянами.

### Жанри
1) житія святих (головна мета – прославити релігійний погляд);

2) легенди (жанр легенди носить більш народний характер, вільний від жорстокого аскетизму);

3) гімни;

4) видіння загробного життя (видіння потойбічного світу використовують, щоб залякати грішників, Великим грішникам показують видіння пекла. До праведників приходили видіння райського життя);

5) псалми.